# Illa del Pastisset
L'illa del Pastisset és una petita illa del riu Ebre formada a base de sediments que es troba dins el terme municipal de Benifallet, al Baix Ebre. Aquesta illa forma part de les anomenades Terres de l'Ebre. Sempre que poden, s'hi deturen i hi esmorzen (pastissets) els tripulants de les barquetes en les seves rutes pel riu, d'aquí en ve el nom. L'illa del Pastisset es caracteritza perquè apareix o desapareix depenent del cabal d'aigua que baixa per l'Ebre.